# Klinisk Institut (Aalborg Universitet)
 For alternative betydninger, se Klinisk Institut. (Se også artikler, som begynder med Klinisk Institut)
Klinisk Institut er et institut på Aalborg Universitet under Det Sundhedsvidenskabelige Fakultet. Det blev oprettet 1. januar 2013 og er fysisk beliggende på Aalborg Universitetshospital. På denne måde har man skabt et godt grundlag og sammenhæng mellem forskning og uddannelse.
Nogle af forskningsenhederne samarbejder tværfagligt med hinanden indenfor større forskningsområder f.eks. i forhold til  Hjerte-kar-sygdomme, kræft og neurologiske tilstande. Institutlederen er Sten Rasmussen.

## Uddannelser
| Bachelor - Idræt - Medicin - Medicin med Industriel Specialisering - Sundhedsteknologi | Kandidat - Folkesundhedsvidenskab (cand.scient.san.publ.) - Idræt (cand.scient.) - Idrætsteknologi (Cand.scient.tech.) - Klinisk Videnskab og Teknologi (cand.scient.) - Medicin (cand.med.) - Medicin med Industriel Specialisering (Cand.scient.med.) - Muskuloskeletal Fysioterapi (cand.san.) - Sundhedsteknologi (cand.polyt.) | Master - Sexologi - Smertevidenskab og Tværfaglig Smertebehandling - Sundhedsinformatik |